# Acord de París
L'Acord de París és un acord dins del Conveni Marc de les Nacions Unides sobre el Canvi Climàtic (CMNUCC) que estableix mesures per a la reducció de les emissions de gasos amb efecte d'hivernacle a partir de l'any 2020. L'Acord va ser negociat durant la XXI Conferència sobre el Canvi Climàtic de París i adoptat per 195 països el 12 de desembre de 2015. Segons el ministre francès d'Afers Exteriors Laurent Fabius, «aquest pla ambiciós i equilibrat representa un punt d'inflexió històric en l'objectiu de reduir l'escalfament global».
Serà publicat en àrab, xinès, castellà, francès, anglès i rus. L'any 2016 la Generalitat de Catalunya va publicar la traducció del text en català.

## Objectiu
L'objectiu del conveni es descriu a l'article 2, "millorar l'aplicació" de la CMNUCC, seguint els següents principis:
- (a) Mantenir l'augment de la temperatura mitjana global en una mica menys de 2 °C per sobre dels nivells preindustrials, tot i seguir fent esforços per arribar a limitar dit augment de temperatura a menys d'1,5 °C per sobre de dits nivells pre-industrials, reconeixent que això reduiria significativament els riscos i els impactes sobre el canvi climàtic;
- (b) Augmentar la capacitat d'adaptació als efectes adversos del canvi climàtic, fomentant l'adaptació al clima, i assolir un desenvolupament que sigui baix en emissions de gasos amb efecte d'hivernacle,[1][2][12] de manera que no amenaci la producció d'aliments;
- (c) Adaptar els fluxos financers per a fer-los compatibles amb un camí que porti cap a unes baixes emissions de gasos amb efecte d'hivernacle i fer que el desenvolupament sigui amistós amb el clima.

Els resultats de la Conferència de les Parts (COP 21) cobreixen àrees considerades essencials per la política climàtica:
- Mitigació: reducció de les emissions prou ràpida com per aconseguir l'objectiu de temperatura.
- Un sistema de transparència i de balanç global i una comptabilitat per a l'acció climàtica.
- Adaptació: enfortir la capacitat dels països per fer front als impactes del canvi climàtic.
- Pèrdues i danys: enfortir l'habilitat per recuperar-se dels impactes climàtics.
- Suport: inclòs el suport financer perquè les nacions construeixin futurs nets i resilients.

A més d'assumir objectius a llarg termini, els països arribaran a un pic d'emissions, com més aviat els sigui possible, i a partir de llavors començaran a reduir-les fins a aconseguir durant la segona meitat del segle un equilibri entre les emissions de gasos amb efecte d'hivernacle i l'absorció que en fan els embornals, és a dir, els boscos, l'agricultura i el sòl. Els països seguiran presentant plans nacionals d'acció climàtica que detallin els seus objectius futurs per lluitar contra el canvi climàtic. El nou acord també estableix el principi que els futurs plans nacionals -denominats contribucions determinades a nivell nacional (INDC, per les sigles en anglès)- no seran menys ambiciosos que els existents i que cada cinc anys, els països hauran d'actualitzar-los.
L'Acord de París assumeix l'objectiu global d'enfortir l'adaptació al canvi climàtic a través del suport i la cooperació internacional. Els governs han decidit que treballaran per definir un full de ruta clar sobre el finançament climàtic fins als 100.000 milions de dollars per a l'any 2020 així com establir, abans de l'any 2025, un nou objectiu de finançament per sobre de la base dels 100.000 milions de dollars.

## Antecedents
Dins del Conveni Marc de les Nacions Unides sobre el Canvi Climàtic es van poder adoptar alguns instruments jurídics per tal d'assolir els objectius de la convenció. Per al període de 2008 a 2012, les taxes de reducció dels gasos amb efecte d'hivernacle es van acordar en el Protocol de Kyoto de 1997. L'abast del protocol es va estendre del 2012 fins a l'any 2020 amb l'Esmena de Doha per a aquest protocol.
Durant la Conferència de 2011 de les Nacions Unides sobre el Canvi Climàtic es van establir la plataforma de Durban i el AHWGDPEA (Ad Hoc Working Group on the Durban Platform for Enhanced Action) amb l'objectiu de negociar un instrument jurídic que regulés les mesures de mitigació del canvi climàtic a partir del 2020. L'acord resultant havia de ser adoptat el 2015.

## Signatura de l'Acord de París
Després que la COP (Conferència de les Parts) hagi adoptat l'Acord de París el 12 de desembre de 2015, aquest serà dipositat a la seu de les Nacions Unides a Nova York i estarà a disposició dels Estats per a ser signat durant un any a partir del 22 d'abril de 2016. L'Acord preveu que aquest aquest entrarà en vigor el trentè dia comptat des de la data en què no menys de 55 Parts de la Convenció -les emissions estimades de les quals representin globalment almenys un 55% del total de les emissions mundials de gasos amb efecte d'hivernacle- hagin dipositat els instruments de ratificació, acceptació, aprovació o adhesió.
Amb un nombre rècord de signataris, en una cerimònia celebrada per les Nacions Unides a Nova York el 22 d'abril de 2016, 175 països van ratificar l'Acord de París, un punt d'inflexió en l'actuació contra el canvi climàtic. Després d'anys de negociacions, els països van acordar limitar l'augment de la temperatura global per sota dels 2 graus centígrads, i esforçar-se per tal que l'augment es mantingui a 1,5 graus. El setembre de 2016, els presidents dels dos principals països emissors de gasos amb efecte d'hivernacle, la Xina i els EUA, van ratificar l'Acord de París mostrant al món la ferma voluntat de fer front al canvi climàtic, i assenyalant que encara falten 29 països que representin el 16 per cent de les emissions globals per tal que aquest Acord de París entri en vigor.
Tot i l'adopció de l'acord, els països reconeixen que els compromisos actuals de reducció d'emissions encara no són suficients per assolir aquests objectius, per la qual cosa l'acord determina mecanismes de seguiment sobre les polítiques cada cinc anys.

## Implementació
Cada país ha de determinar, planificar i informar regularment sobre la contribució que es compromet a mitigar l'escalfament global. Cap mecanisme obliga un país a establir un objectiu específic d'emissions abans d'una data específica, però cada objectiu hauria d'anar més enllà dels objectius establerts anteriorment. El juny del 2017, el president dels Estats Units, Donald Trump, va anunciar la seva intenció de retirar els Estats Units de l'acord. Segons l'acord, la primera data efectiva de retirada dels Estats Units fou el novembre de 2020, poc abans d'acabar el mandat del president Trump del 2016. A la pràctica, ja s'havien introduït canvis en la política dels Estats Units contraris a l'Acord de París. El gener de 2021, el nou president dels Estats Units Joe Biden va anunciar la reentrada del país a l'Acord el mateix dia de la seva investidura.
Dos estudis a Nature afirmen que, a partir del 2017, cap de les principals nacions industrialitzades estava implementant les polítiques que havien previst i que no han complert els seus objectius compromesos de reducció d'emissions i, fins i tot, si ho havien fet, la suma de tots les promeses dels membres (a partir de 2016) no mantindrien l'augment de la temperatura global "molt per sota dels 2 °C".